# Anton Seidenspinner
Anton Seidenspinner (* 9. Dezember 1904 in Böttigheim; † unbekannt) war ein deutscher Landrat.

## Leben und Wirken
Nach Schulbesuch und Studium der Rechtswissenschaften wurde Seidenspinner 1929 Gerichtsreferendar. Im gleichen Jahr promovierte er zum Dr. jur. Das Thema seiner Dissertation lautete Die vermögensrechtlichen Verpflichtungen des bayerischen Staates gegen die katholische Kirche auf Grund des Konkordats von 1924 (Artikel 10). Am 1. April 1932 legte er die große juristische Staatsprüfung ab und wurde am 15. April 1932 zum Regierungsassessor ernannt. Nachdem er von März bis August 1933 für die Regierung in Regensburg tätig gewesen war, wechselte er bis Ende Januar 1934 an das Bayerische Staatsministerium für Wirtschaft in München. Nach seiner am 1. Februar 1934 erfolgten Beförderung zum Regierungsrat wurde er beim Bezirksamt in Speyer eingesetzt und wechselte zum 1. Oktober 1937 an das Bezirksamt Freising.
Am 5. Oktober 1938 wurde er unmittelbar nach der Besetzung der Grenzgebiete der Tschechoslowakei durch das Deutsche Reich und der Bildung des Reichsgaus Sudetenland, zunächst kommissarisch zum Bezirkshauptmann im Bezirk Plan eingesetzt, aus dem der deutsche Landkreis Tachau hervorging. Am 30. Januar 1939 wechselte er kommissarisch als Landrat in den Landkreis Mies. Mit Wirkung vom 1. April 1939 wurde er definitiv zum Landrat in Mies ernannt. Am 20. Juli 1939 wechselte Seidenspinner erneut seinen Dienstsitz als Landrat, diesmal in den Landkreis Kaaden. Er blieb dort bis zu seinem Wechsel als Landrat in den Landkreis Preßnitz am 16. Oktober 1942. Von hier aus wurde er Ende März 1944 zum Kriegsdienst bei der deutschen Wehrmacht einberufen. Im gleichen Jahr wurde er beim Reichssicherheitshauptamt als Mitarbeiter erfasst.
Seidenspinner war zum 1. Mai 1933 der NSDAP beigetreten (Mitgliedsnummer 2.541.876) und am 15. Mai 1933 der SS, in der er zum 20. April 1940 zum Obersturmführer befördert wurde. Daneben trat er 1935 der NSV bei.
Er war ab 1925 Mitglied der katholischen Studentenverbindung KDStV Gothia Würzburg.

## Auszeichnungen
- Medaille zur Erinnerung an den 1. Oktober 1938
- 1942 Kriegsverdienstkreuz